# Top-of-the-World
Top-of-the-World è un census-designated place (CDP) degli Stati Uniti d'America situato nello stato dell'Arizona, diviso tra la contea di Gila e la contea di Pinal.